# Barnes megye
Barnes megye az Amerikai Egyesült Államokban, azon belül Észak-Dakota államban található. Megyeszékhelye és legnagyobb városa Valley City. Lakosainak száma 10 853 fő (2020. április 1.). Barnes megye Griggs, Steele, Cass, Ransom, LaMoure és Stutsman megyékkel határos.

## Népesség
A megye népességének változása:
| Lakosok száma | 11 063 | 11 106 | 11 036 | 11 190 | 11 099 | 10 853 |
|               | 2010   | 2011   | 2012   | 2013   | 2015   | 2020   |